# Dorothea Zeisel
Dorothea Zeisel (* 15. Mai 1949 in Heidelberg) ist eine deutsche Italianistin.

## Leben
Zeisel machte 1967 das Abitur am Werner-Heisenberg-Gymnasium Weinheim. Von 1967 bis 1976 studierte sie Germanistik und Romanistik an den Universitäten Heidelberg und Freiburg. Das Studienjahr 1970/71 verbrachte sie als DAAD-Stipendiatin an der Universität Pavia in Italien. 1973 (Italienisch 1976) legte Zeisel ihr Staatsexamen in Deutsch und Französisch an der Universität Freiburg ab. 1976 wurde sie bei Erich Köhler in Freiburg über ein Thema aus der Italienischen Literaturwissenschaft promoviert.
Von 1977 bis 2012 war Zeisel, zuletzt als Oberstudienrätin, in Stuttgart tätig. Von 1983 bis 1987 war sie beurlaubt für eine Tätigkeit als DAAD-Lektorin an der Universität Palermo. Von 1992 bis 1997 war sie Lehrbeauftragte für Italienisch an der Pädagogischen Hochschule bzw. der Hochschule für Öffentliche Verwaltung Ludwigsburg. Von 1992 bis 2008 war sie, zuletzt als Fachbetreuerin Italienisch und verantwortlich für die Einführung des bilingualen Zugs, am Königin-Katharina-Stift Gymnasium Stuttgart tätig.
Als freie Mitarbeiterin verfasste sie für die Badische Zeitung und die Stuttgarter Zeitung Rezensionen und Artikel zur italienischen Literatur. Für die Verlage Sellerio (Palermo), Commedia&Arte (Stuttgart) bzw. Arche (Hamburg) und Reclam (Stuttgart) nahm Zeisel Lektorats- bzw. Übersetzungsaufträge wahr. Sie veröffentlichte fachwissenschaftliche und fachdidaktische Arbeiten. Sie ist Mitautorin des Lehrwerks „Ecco“ für Italienisch an weiterführenden Schulen.
Von 2015 bis 2021 war Zeisel Lehrbeauftragte für Deutsche Sprache und Landeskunde an der Ukrainischen Katholischen Universität (UKU) in Lemberg.
Als Expertin ist sie für den SES (Senior Expert Service) und seine Ausbildungsinitiative VerAplus tätig.

## Veröffentlichungen
- Ecco  Metodo di italiano, Grammatikheft, Cornelsen, Berlin 2016, ISBN 978-3-06-021276-7
- mit Jochen Trebesch: Sizilien. Ein literarischer Begleiter, Nora, Berlin 2018, ISBN 9783865574404

### Übersetzungen
- Landleben. Sizilianische Novellen von Giovanni Verga, Reclam, Stuttgart 1992, ISBN 9783150020142
- Così parlò Bellavista von Luciano De Crescenzo, Reclam (Rote Reihe), Stuttgart 2008, ISBN 978-3150197479
- Io e te von Niccolò Ammaniti, Reclam (Rote Reihe), Stuttgart 2012, ISBN 978-3-15-019844-5
- Il treno dei bambini von Viola Ardone, Reclam (Rote Reihe), Stuttgart 2023, ISBN 978-3-15-014501-2

### Fachwissenschaftliche und fachdidaktische Publikationen
- Variation über die Zurückweisung der Welt. Der besondere Realismus Alberto Moravias in „Text und Kritik“ Heft 63, 1979, ISBN 9783883770116
- mit Michaela Banzhaf: Il cinema per i giovani in: „Aufbrüche-Umbrüche. Aufsätze zur Didaktik des Italienischen“, Verlag für deutsch-italienische Studien Oldenbourg, München 2010, ISBN 978-3-637-01187-8
- Rezension zu Giuseppe Tomasi di Lampedusa von Jochen Trebesch, in: „Italienisch“ Heft 70, 2013, ISSN 0171-4996

| Personendaten    | Personendaten         |
| ---------------- | --------------------- |
| NAME             | Zeisel, Dorothea      |
| KURZBESCHREIBUNG | deutsche Italianistin |
| GEBURTSDATUM     | 15. Mai 1949          |
| GEBURTSORT       | Heidelberg            |